# Igor Gainiachmetowitsch Badamschin
Igor Gainiachmetowitsch Badamschin (russisch Игорь Гайниахметович Бадамшин; * 12. Juni 1966 in Lesnoi; † 24. Januar 2014 in Hayward) war ein sowjetisch-russischer Skilangläufer.

## Werdegang
Badamschin lief im Dezember 1988 in Bohinj sein erstes von insgesamt 45 Weltcupeinzelrennen und belegte dabei den zehnten Platz über 30 km Freistil. Bei den Weltmeisterschaften im Februar 1989 in Lahti wurde er Fünfter über 50 km Freistil. Im März 1989 errang er in Oslo den zweiten Platz und in Falun den ersten Platz mit der Staffel und zum Saisonende den 18. Platz im Gesamtweltcup. Zu Beginn der Saison 1989/90 erreichte er in Canmore mit dem zweiten Platz seine erste und einzige Podestplatzierung im Weltcupeinzel. Es folgten in Lahti Platz zwei und in Vang Rang drei jeweils mit der Staffel und erreichte zum Saisonende mit dem 15. Platz im Gesamtweltcup sein bestes Gesamtergebnis. Bei den Weltmeisterschaften 1991 im Fleimstal belegte er den 13. Platz über 30 km klassisch, den achten Rang über 10 km klassisch und den fünften Platz mit der Staffel. Anfang März 1991 wurde er beim Weltcup in Lahti Dritter mit der Staffel. In der Saison 1992/93 kam er sechsmal in die Punkteränge, darunter viermal unter die ersten Zehn und errang damit den 18. Platz im Gesamtweltcup. Beim Saisonhöhepunkt, den Weltmeisterschaften 1993 in Falun gewann er die Bronzemedaille mit der Staffel. Seine beste Einzelplatzierung dort war der fünfte Platz über 30 km klassisch. Im März 1993 lief er in Lahti mit der Staffel auf den zweiten Platz. Bei den Olympischen Winterspielen im folgenden Jahr in Lillehammer errang er den 26. Platz über 30 km Freistil und den 14. Platz über 50 km klassisch. Bei den Weltmeisterschaften im März 1995 in Thunder Bay belegte er den 26. Platz über 50 km Freistil. Sein letztes Weltcuprennen absolvierte er im Januar 1997 in Kawgolowo, das er auf dem 52. Platz über 30 km Freistil beendete.
Bei sowjetischen Meisterschaften siegte Badamschin dreimal über 50 km (1988, 1989, 1992) und jeweils einmal über 70 km (1989), über 15 km (1990) und mit der Staffel (1989). Nach seiner Karriere zog er mit seiner Frau, der Skilangläuferin Nina Gawriljuk, nach Hayward in Wisconsin und arbeitete dort als Skilanglauf-Trainer. Dort starb er im Januar 2014 nach einem Herzinfarkt.

## Teilnahmen an Weltmeisterschaften und Olympischen Winterspielen

### Olympische Spiele
- 1994 Lillehammer: 14. Platz 50 km klassisch, 26. Platz 30 km Freistil

### Nordische Skiweltmeisterschaften
- 1989 Lahti: 5. Platz 50 km Freistil
- 1991 Val di Fiemme: 5. Platz Staffel, 8. Platz 10 km klassisch, 13. Platz 30 km klassisch
- 1993 Falun: 3. Platz Staffel, 5. Platz 30 km klassisch, 26. Platz 15 km Verfolgung, 31. Platz 10 km klassisch, 33. Platz 50 km Freistil
- 1995 Thunder Bay: 26. Platz 50 km Freistil

## Platzierungen im Weltcup

### Weltcup-Statistik
Die Tabelle zeigt die erreichten Platzierungen im Einzelnen.
- 1.–3. Platz: Anzahl der Podiumsplatzierungen
- Top 10: Anzahl der Platzierungen unter den ersten zehn
- Punkteränge: Anzahl der Platzierungen innerhalb der Punkteränge
- Starts: Anzahl gelaufener Rennen in der jeweiligen Disziplin
- Hinweis: Bei den Distanzrennen erfolgt die Einordnung gemäß FIS.

| Platzierung         | Distanzrennen a | Distanzrennen a | Distanzrennen a | Distanzrennen a | Distanzrennen a | Skiathlon Verfolgung | Sprint | Etappen- rennen b | Gesamt | Team c | Team c  |
| Platzierung         | ≤ 5 km          | ≤ 10 km         | ≤ 15 km         | ≤ 30 km         | > 30 km         | Skiathlon Verfolgung | Sprint | Etappen- rennen b | Gesamt | Sprint | Staffel |
| ------------------- | --------------- | --------------- | --------------- | --------------- | --------------- | -------------------- | ------ | ----------------- | ------ | ------ | ------- |
| 1. Platz            |                 |                 |                 |                 |                 |                      |        |                   |        |        | 1       |
| 2. Platz            |                 |                 |                 |                 | 1               |                      |        |                   | 1      |        | 3       |
| 3. Platz            |                 |                 |                 |                 |                 |                      |        |                   |        |        | 3       |
| Top 10              |                 | 1               | 1               | 4               | 5               |                      |        |                   | 11     |        | 8       |
| Punkteränge         |                 | 1               | 6               | 7               | 10              | 3                    |        |                   | 27     |        | 8       |
| Starts              |                 | 6               | 9               | 13              | 11              | 6                    |        |                   | 45     |        | 8       |
| Stand: Karriereende |                 |                 |                 |                 |                 |                      |        |                   |        |        |         |

### Weltcup-Gesamtplatzierungen
| Saison  | Platz | Punkte |
| ------- | ----- | ------ |
| 1988/89 | 18.   | 25     |
| 1989/90 | 15.   | 29     |
| 1990/91 | 23.   | 24     |
| 1991/92 | -     | -      |
| 1992/93 | 18.   | 157    |
| 1993/94 | 37.   | 55     |
| 1994/95 | 80.   | 5      |
| 1995/96 | 58.   | 17     |